# … und nebenbei Liebe
… und nebenbei Liebe ist eine von Katrin Wiegand im Auftrag des Argon Verlags verfasste Hörspielserie, von der bis 2010 16 Folgen auf Compact Disc veröffentlicht wurden. Sie ist dem Genre der Soap zuzuordnen. Die Regie für Staffeln 1 und 2 und gleichzeitig eine der Sprecherrollen übernahm Oliver Rohrbeck, der unter anderem bereits als Justus Jonas aus der Serie Die drei ??? bekannt ist. Seit Mai 2020 erscheinen die alten Folgen der Hörspiel-Soap dienstags und freitags auch als Podcast. Seit dem 26. Januar 2021 erscheinen in diesem Podcast neue Episoden, die von 2019 bis 2021 produziert wurden.

## Handlung
Der Tierarzt Friedrich Wagner stirbt unerwartet an einem Herzinfarkt. In seinem Testament hatte er verfügt, dass sich seine zerstrittene Familie wieder zusammenraufen solle. Das hat zur Folge, dass sein älterer Sohn Lutz mit seiner Freundin Britt, deren Kindern Jackie und Douglas und ihrem gemeinsamen Sohn Paul auf das Grundstück der Wagners ziehen, was der Witwe Isabelle, ihrem jüngeren Sohn Florian und dessen Frau Stefanie zunächst gar nicht gefällt. Zwar glätten sich nach und nach die Wogen und die Familie wächst langsam zusammen, jedoch gibt es stets einen neuen Schicksalsschlag für ein Familienmitglied.

## Hintergrund
2007 gab der Argon Verlag den Auftrag für die Produktion der Serie. Die erste Folge erschien im September 2007. Nach 16 Folgen in zwei Staffeln wurde die Produktion völlig überraschend im Jahr 2010 eingestellt.
Ende 2010 kündigte der Verlag eine dritte Staffel unter der Bedingung an, dass bis zum 31. Januar 2011 insgesamt 3000 Vorbestellungen für die erste Folge eingehen würden. Mit lediglich 202 Vorbestellungen bis zum Stichtag wurde die Marke jedoch deutlich unterschritten, weshalb das Vorhaben einer dritten Staffel nicht realisiert wurde.
Seit dem 5. Mai 2020 veröffentlicht der Argon Verlag unter seinem Podcast-Label argon.lab Staffeln 1 und 2 der Hörspiel-Serie in kurzen Episoden als Podcast. Außerdem wurde vom Argon Verlag die Produktion komplett neuer Episoden in Auftrag gegeben. Diese erscheinen seit Januar 2021 im Podcast … und nebenbei Liebe. Autorin der neuen Folgen ist wieder Katrin Wiegand. Auch das Ensemble an Sprechern ist größtenteils dasselbe wie in den ersten Folgen. Regie führt Johanna Steiner.

## Folgenindex (CD-Ausgaben)

### Staffel 1
1. Die Erbschaft
2. Der Einzug
3. Das Sommerfest
4. Das Casting
5. Der Stromausfall
6. Der Hausfreund
7. Der Ex
8. Das Angebot
9. Die Affäre
10. Der Betrug

### Staffel 2
1. Getäuscht
2. Das Date
3. Der Rauswurf
4. Abgeblitzt
5. Brandheiß
6. Erwischt

## Sprecher (Auswahl)
- Intro: Erich Räuker
- Friedrich Wagner, Erzähler: Jürgen Heinrich
- Isabelle Wagner (Friedrichs Witwe): Judy Winter
- Lutz Wagner (Friedrichs und Isabelles älterer Sohn): Benjamin Völz
- Florian Wagner (Friedrichs und Isabelles jüngerer Sohn): Sven Hasper
- Britt Stern (Lutz’ Freundin): Anke Reitzenstein
- Douglas Stern (Britts Sohn): Filipe Pirl / Daniel Claus
- Jackie Stern (Britts Tochter): Leyla Rohrbeck
- Paul Stern (Lutz’ und Britts gemeinsamer Sohn): Mika Kerkow
- Stefanie Wagner (Florians Frau): Ranja Bonalana
- Silvia Rautenberg (Lutz’ Ex-Verlobte): Julia Biedermann
- Ansgar Maybach (Lutz’ bester Freund): Oliver Rohrbeck
- Mia Bergmann (Britts beste Freundin): Ulrike Stürzbecher
- Matthias Schwenk (Florians Assistent): Oliver Kalkofe
- Kai Schwenk (Matthias’ Sohn): Yoshi Grimm
- Anna Siebert (Douglas’ Lehrerin): Dorkas Kiefer
- Micha (Britts Ex-Mann): Dieter Landuris
- Julia Vican (Friedrichs Tochter): Christiane Marx
- Joana (Jackies beste Freundin): Shalin Rogall
- Hanno Kröger: Kai Schwind
- Junger Graf: Matti Swiec
- Herr Knusemann: Gunnar Helm
- Herr Rössler: Peter Reinhardt